# Muzeul de Arheologie Sarmizegetusa
Muzeul de Arheologie Sarmizegetusa este un muzeu județean din Sarmizegetusa (Hunedoara), aflat în imediata vecinătate a ruinelor fostei capitale a provinciei romane Dacia, Ulpia Traiana Sarmizegetusa (întemeiată în anii 108 - 110).
Muzeul deține colecții de arheologie romană: monumente epigrafice și sculpturale, mozaicuri, fragmente de pictură murală, arme, argintărie, obiecte din bronz, os, ceramică, sticlă, monede și altele, descoperite în situl arheologic aflat în imediata vecinătate.
Edificiul muzeului datează de la începutul secolului al XX-lea și este un fost han. Muzeul a fost întemeiat în anul 1924 și a fost reorganizat în anul 1966. Dacă inițial avusese trei săli, în 1966 avea șapte săli de expoziție și patru săli de depozitare a tezaurului.